# Luís Cechinel
Luís Antônio Cechinel (Urussanga, 7 de setembro de 1944 – Itajaí, 16 de janeiro de 2025) foi um político brasileiro.
Filho de Mussoline Cechinel e de Otília Scotti, foi deputado à Câmara dos Deputados na 46ª legislatura (1979 — 1983), eleito pelo Movimento Democrático Brasileiro (MDB).